# Poligné
Pour les articles homonymes, voir Poligné (homonymie).
Poligné est une commune française située dans le département d'Ille-et-Vilaine en Région Bretagne.

## Géographie

### Cadre géologique

Carte géologique du Massif armoricain.

La région de Poligné est localisée dans le domaine centre armoricain, dans la partie médiane du Massif armoricain qui est un socle ouest-européen de faible altitude (maximum 400 m), caractérisé par des surfaces d'aplanissement et qui résulte d'une histoire complexe composée de trois orogenèses : icartienne (Paléoprotérozoïque,ca. 2,2-1,8 Ga), cadomienne (Édiacarien 750-540 Ma) et surtout varisque (ou hercynienne, au Dévonien-Carbonifère, 420-300 Ma). La structure du Massif armoricain résulte de la superposition de l'héritage de ces deux derniers orogènes.
Poligné est situé dans un vaste bassin sédimentaire constitué de sédiments détritiques essentiellement silto-gréseux issus de l'érosion de la chaîne cadomienne et accumulés sur plus de 15 000 m d'épaisseur, socle sur lequel repose en discordance des formations paléozoïques sédimentaires. Le territoire est au centre d'une grande unité sédimentaire qui a été déformée par des plissements au Paléozoïque, le synclinorium de Martigné-Ferchaud (« synclinaux du sud de Rennes »). Dans cette unité synclinoriale du sud rennais proprement dite, à structure appalachienne (des buttes parallèles d'orientation ouest - nord-ouest/est - sud-est, correspondant aux alternances de schiste et de grès, traversées perpendiculairement par le réseau hydrographique, les cluses de la Vilaine), la sédimentation paléozoïque débute par la mise en place de matériel détritique de couleur rouge, la formation ordovicienne de Pont-Réan, caractérisée notamment par le faciès de type Pomméniac (à 5 km au sud de Bain-de-Bretagne). Il s'agit d'un terme rythmique de passage progressif au Grès armoricain présent partout où ce grès ne repose pas directement sur le Briovérien. Sur le tracé de la RN 137, « au niveau de Pomméniac choisie comme localité-type, il affleure à faible pendage Sud, sur près de 250 mètres, les niveaux inférieurs disparaissant sous les colluvions. Ce sont des alternances centimétriques à métriques, versicolores, à dominante gréso-quartzique, admettant de nombreux interlits décimétriques à métriques de siltites plus ou moins argileuses ou séricitoschisteuses, et quelques niveaux grossiers parfois même microconglomératiques ».
Le site du Tertre Gris qui s'étend sur les communes de Poligné, Pléchâtel et Pancé, présente une butte de grès blancs et de roches argileuses noires (ampélites du Silurien) riches en matière organique. Autour de 1920, une épaisse fumée noire qui se dégageait de ce tertre, a fait naître la légende du « Volcan de Poligné ». En réalité, ce pseudo-volcan est issu de la combustion spontanée de ces matières organiques sur les terrils issus de leur exploitation.

### Hydrographie
Pour un article plus général, voir Réseau hydrographique d'Ille-et-Vilaine.
La commune est située dans le bassin Loire-Bretagne. Elle est drainée par le Semnon, le ruisseau de Chalouzais, la Lande de Bagaron, le Choisel, le ruisseau de Guédeu et le ruisseau des Caillons,,.
Le Semnon, d'une longueur de 73 km, prend sa source dans la commune de Saint-Erblon et se jette  dans la Vilaine à Saint-Senoux, après avoir traversé 20 communes. 

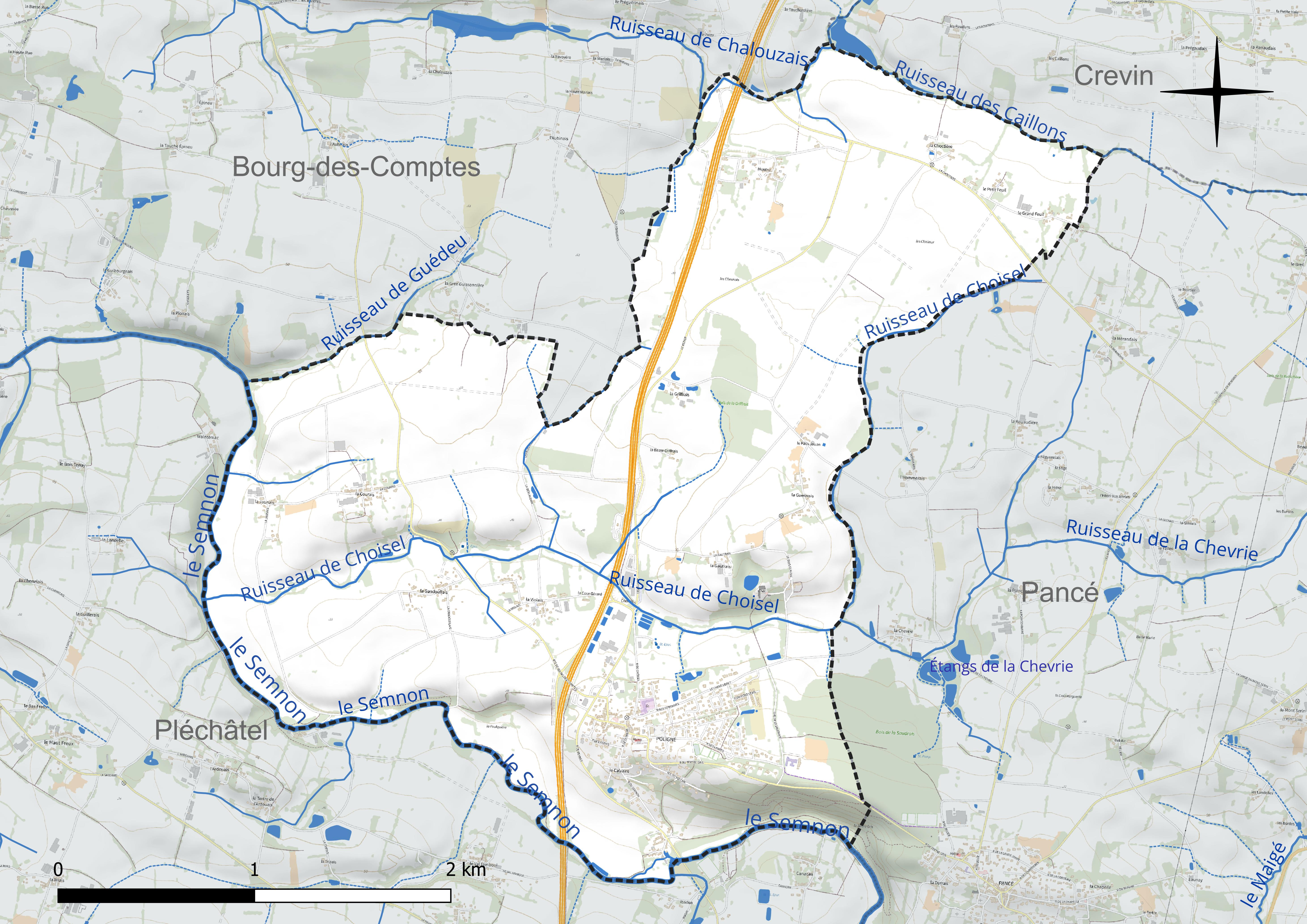
Réseau hydrographique de Poligné.

Le Caillons, d'une longueur de 10 km, prend sa source dans la commune du Petit-Fougeray et se jette  dans la Vilaine à Bourg-des-Comptes, après avoir traversé quatre communes. 

### Climat
Pour des articles plus généraux, voir Climat de la Bretagne et Climat d'Ille-et-Vilaine.
En 2010, le climat de la commune est de type climat océanique franc, selon une étude du CNRS s'appuyant sur une série de données couvrant la période 1971-2000. En 2020, Météo-France publie une typologie des climats de la France métropolitaine dans laquelle la commune est exposée à un climat océanique et est dans la région climatique  Bretagne orientale et méridionale, Pays nantais, Vendée, caractérisée par une faible pluviométrie en été et une bonne insolation. Parallèlement l'observatoire de l'environnement en Bretagne publie en 2020 un zonage climatique de la région Bretagne, s'appuyant sur des données de Météo-France de 2009. La commune est, selon ce zonage, dans la zone « Sud Est », avec des étés relativement chauds et ensoleillés.  
Pour la période 1971-2000, la température annuelle moyenne est de 11,6 °C, avec une amplitude thermique annuelle de 13 °C. Le cumul annuel moyen de précipitations est de 779 mm, avec 12,1 jours de précipitations en janvier et 6,7 jours en juillet. Pour la période 1991-2020, la température moyenne annuelle observée sur la station météorologique la plus proche, située sur la commune de La Noë-Blanche à 10 km à vol d'oiseau, est de 12,2 °C et le cumul annuel moyen de précipitations est de 780,5 mm,. Pour l'avenir, les paramètres climatiques de la commune estimés pour 2050 selon différents scénarios d'émission de gaz à effet de serre sont consultables sur un site dédié publié par Météo-France en novembre 2022.

## Urbanisme

### Typologie
Au 1er janvier 2024, Poligné est catégorisée bourg rural, selon la nouvelle grille communale de densité à sept niveaux définie par l'Insee en 2022.
Elle est située hors unité urbaine. Par ailleurs la commune fait partie de l'aire d'attraction de Rennes, dont elle est une commune de la couronne,. Cette aire, qui regroupe 183 communes, est catégorisée dans les aires de 700 000 habitants ou plus (hors Paris),.

### Occupation des sols
L'occupation des sols de la commune, telle qu'elle ressort de la base de données européenne d'occupation biophysique des sols Corine Land Cover (CLC), est marquée par l'importance des territoires agricoles (88,4 % en 2018), en diminution par rapport à 1990 (91,4 %). La répartition détaillée en 2018 est la suivante : 
zones agricoles hétérogènes (44,8 %), terres arables (37,6 %), prairies (6 %), zones urbanisées (5,5 %), forêts (3,5 %), zones industrielles ou commerciales et réseaux de communication (2,6 %). L'évolution de l'occupation des sols de la commune et de ses infrastructures peut être observée sur les différentes représentations cartographiques du territoire : la carte de Cassini (XVIIIe siècle), la carte d'état-major (1820-1866) et les cartes ou photos aériennes de l'IGN pour la période actuelle (1950 à aujourd'hui).

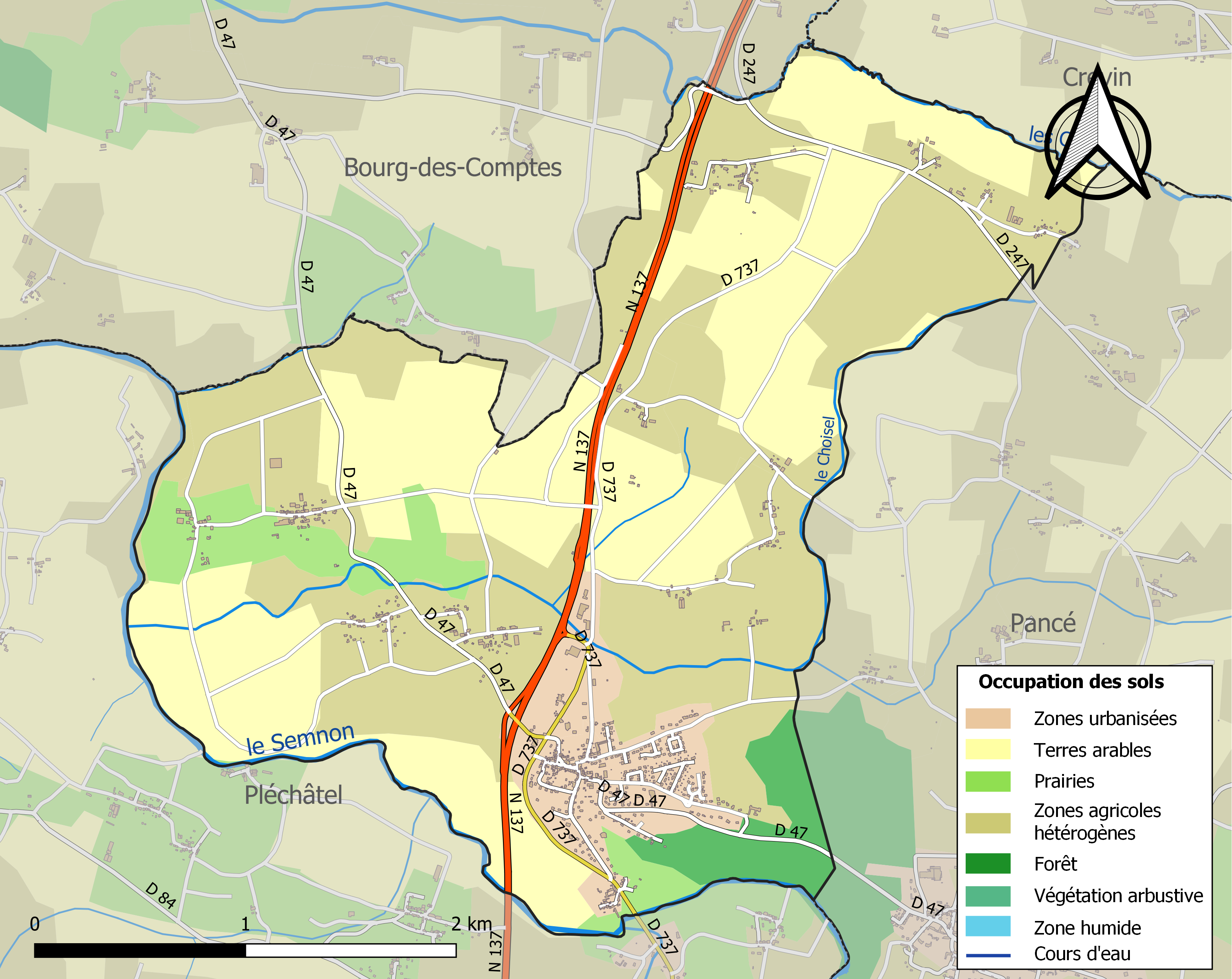
Carte des infrastructures et de l'occupation des sols de la commune en 2018 (CLC).

## Toponymie
Le nom de la localité est attesté sous les formes Poliniac au XIe siècle et Polineio au XIe siècle et Ecclesia de Poligneio au XVe siècle, Poligneium en 1516.

## Histoire

### LeXXesiècle

#### La Première Guerre mondiale
Le monument aux morts de Poligné porte les noms de 36 soldats morts pour la France pendant la Première Guerre mondiale; parmi eux, un, Julien Prime, est décédé en Macédoine ; il faisait partie de l'Armée française d'Orient.
Jean Lecompte, soldat au 2e régiment d'infanterie, fut fusillé pour l'exemple le 30 novembre 1914 à Sainte-Catherine (Pas-de-Calais) pour « abandon de poste par mutilation volontaire ».

## Politique et administration
| Période                                  | Période   | Identité        | Étiquette | Qualité           |
| ---------------------------------------- | --------- | --------------- | --------- | ----------------- |
| mars 2001                                | mars 2008 | Michel Pouëssel |           |                   |
| mars 2008                                | En cours  | Guy Rinfray     | DVG       | Chef d'entreprise |
| Les données manquantes sont à compléter. |           |                 |           |                   |

## Démographie
L'évolution du nombre d'habitants est connue à travers les recensements de la population effectués dans la commune depuis 1793. Pour les communes de moins de 10 000 habitants, une enquête de recensement portant sur toute la population est réalisée tous les cinq ans, les populations de référence des années intermédiaires étant quant à elles estimées par interpolation ou extrapolation. Pour la commune, le premier recensement exhaustif entrant dans le cadre du nouveau dispositif a été réalisé en 2006.

En 2022, la commune comptait 1 245 habitants, en évolution de +3,49 % par rapport à 2016 (Ille-et-Vilaine : +5,46 %, France hors Mayotte : +2,11 %).
| 1793  | 1800 | 1806  | 1821  | 1831  | 1836  | 1841  | 1846  | 1851  |
| ----- | ---- | ----- | ----- | ----- | ----- | ----- | ----- | ----- |
| 1 010 | 999  | 1 108 | 1 305 | 1 135 | 1 121 | 1 171 | 1 277 | 1 280 |

| 1856  | 1861  | 1866  | 1872  | 1876  | 1881  | 1886  | 1891 | 1896 |
| ----- | ----- | ----- | ----- | ----- | ----- | ----- | ---- | ---- |
| 1 300 | 1 318 | 1 335 | 1 333 | 1 368 | 1 376 | 1 276 | 816  | 746  |

| 1901 | 1906 | 1911 | 1921 | 1926 | 1931 | 1936 | 1946 | 1954 |
| ---- | ---- | ---- | ---- | ---- | ---- | ---- | ---- | ---- |
| 717  | 665  | 642  | 548  | 541  | 535  | 542  | 508  | 424  |

| 1962 | 1968 | 1975 | 1982 | 1990 | 1999 | 2006  | 2011  | 2016  |
| ---- | ---- | ---- | ---- | ---- | ---- | ----- | ----- | ----- |
| 430  | 456  | 447  | 492  | 618  | 760  | 1 015 | 1 154 | 1 203 |

| 2021  | 2022  | - | - | - | - | - | - | - |
| ----- | ----- | - | - | - | - | - | - | - |
| 1 228 | 1 245 | - | - | - | - | - | - | - |

## Lieux et monuments

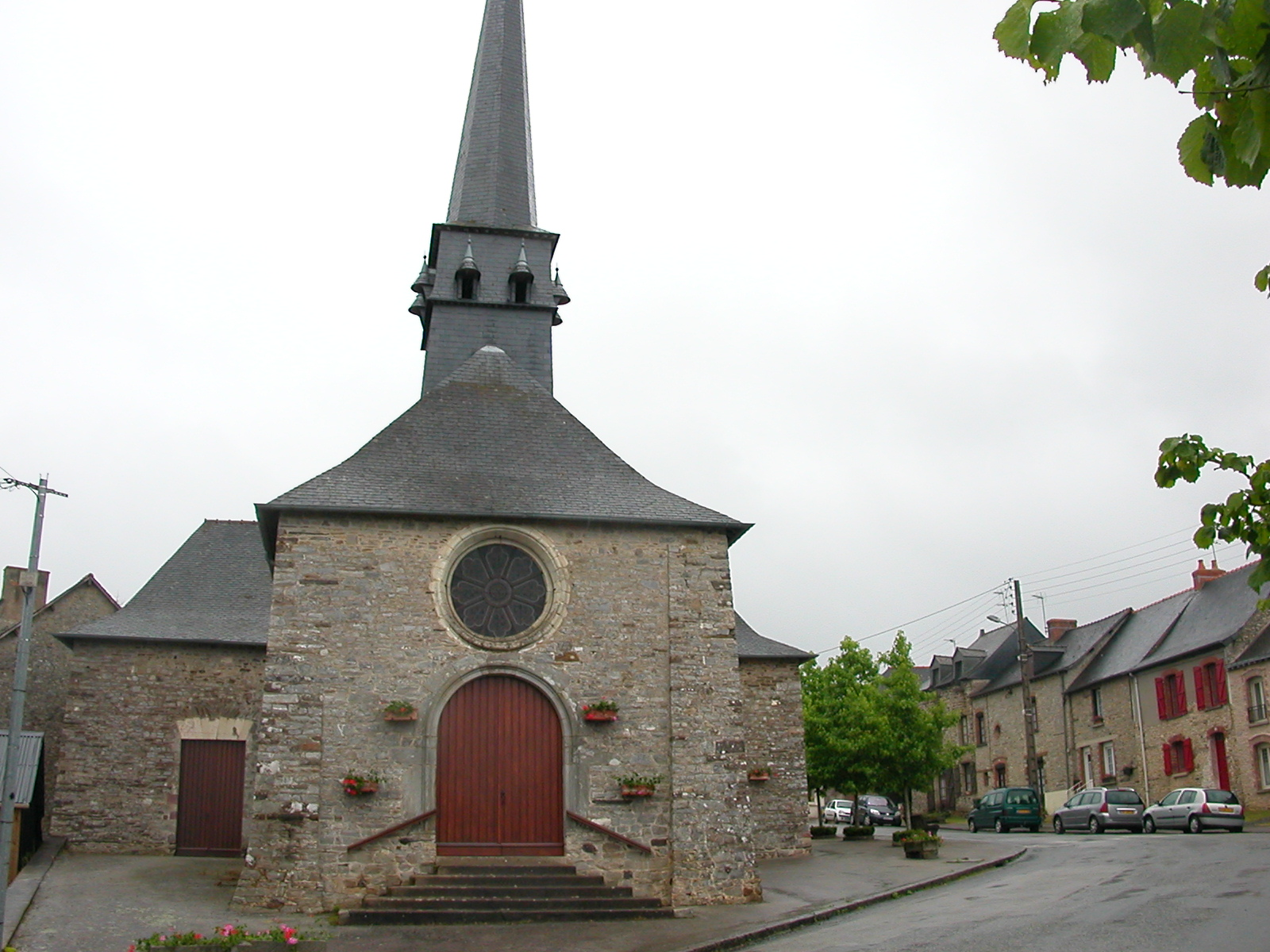
Façade de l'église
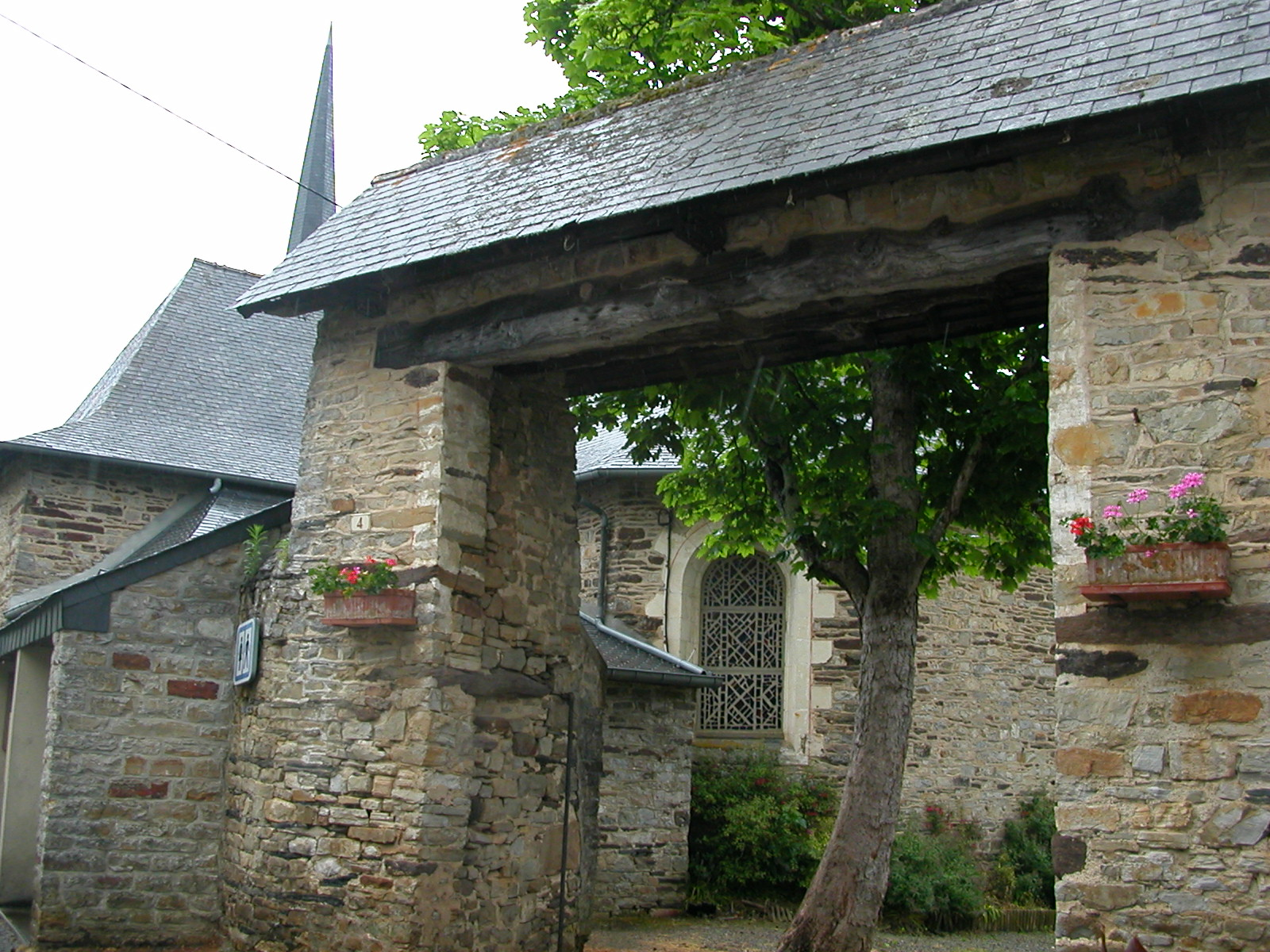
Porche à l'arrière de l'église
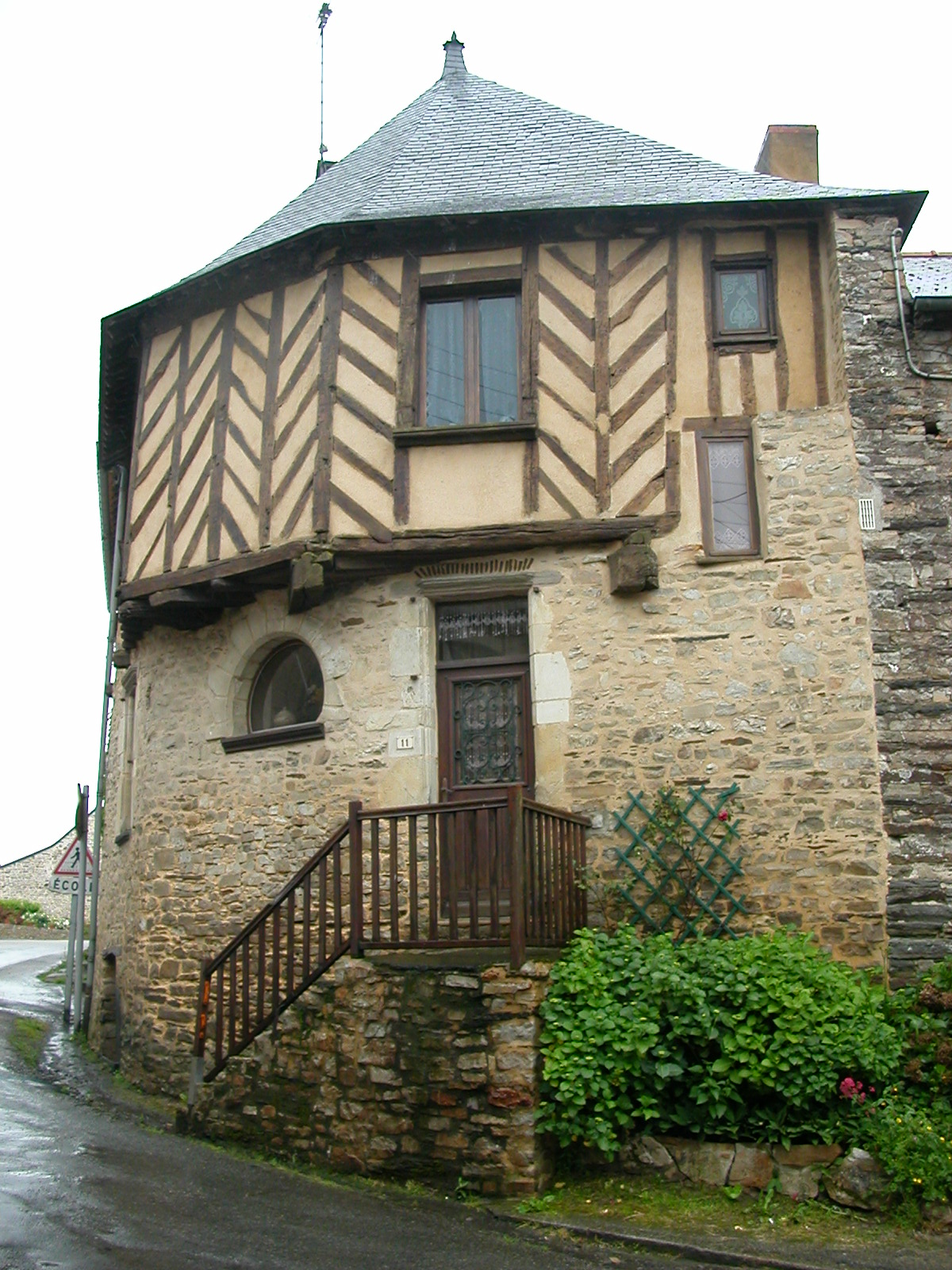
Maison à colombages dans le bourg

- Château du Bois Glaume, XVIIIe siècle et sa chapelle.
Le château du Bois Glaume a été construit au début du XVIIIe siècle dans un parc de chênes centenaires, entourant un étang, en remplacement d'un ancien château médiéval. Des chambres d'hôtes et des salles de réunions sont ouvertes toute l'année.

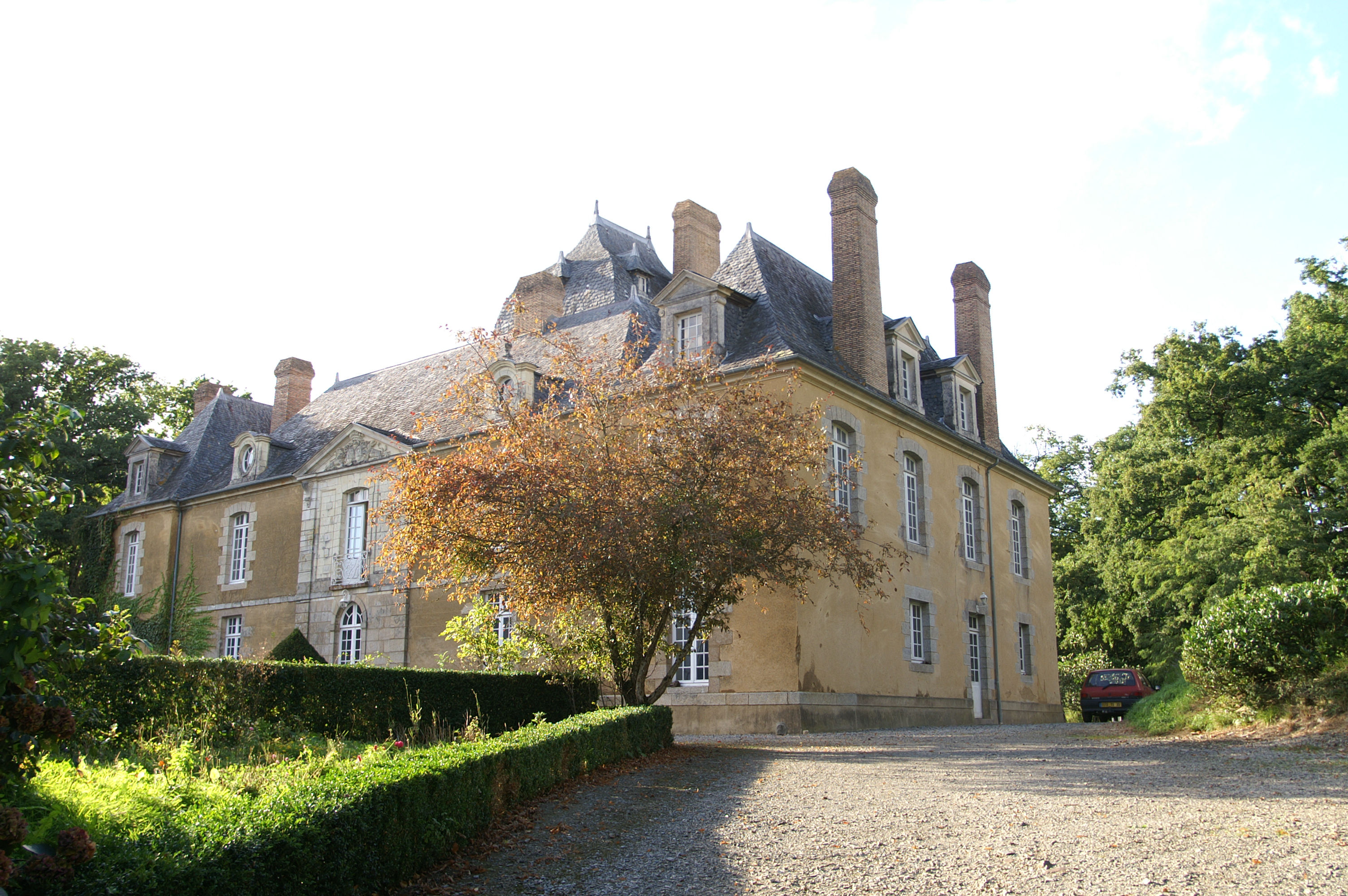
Château du Bois-Glaume
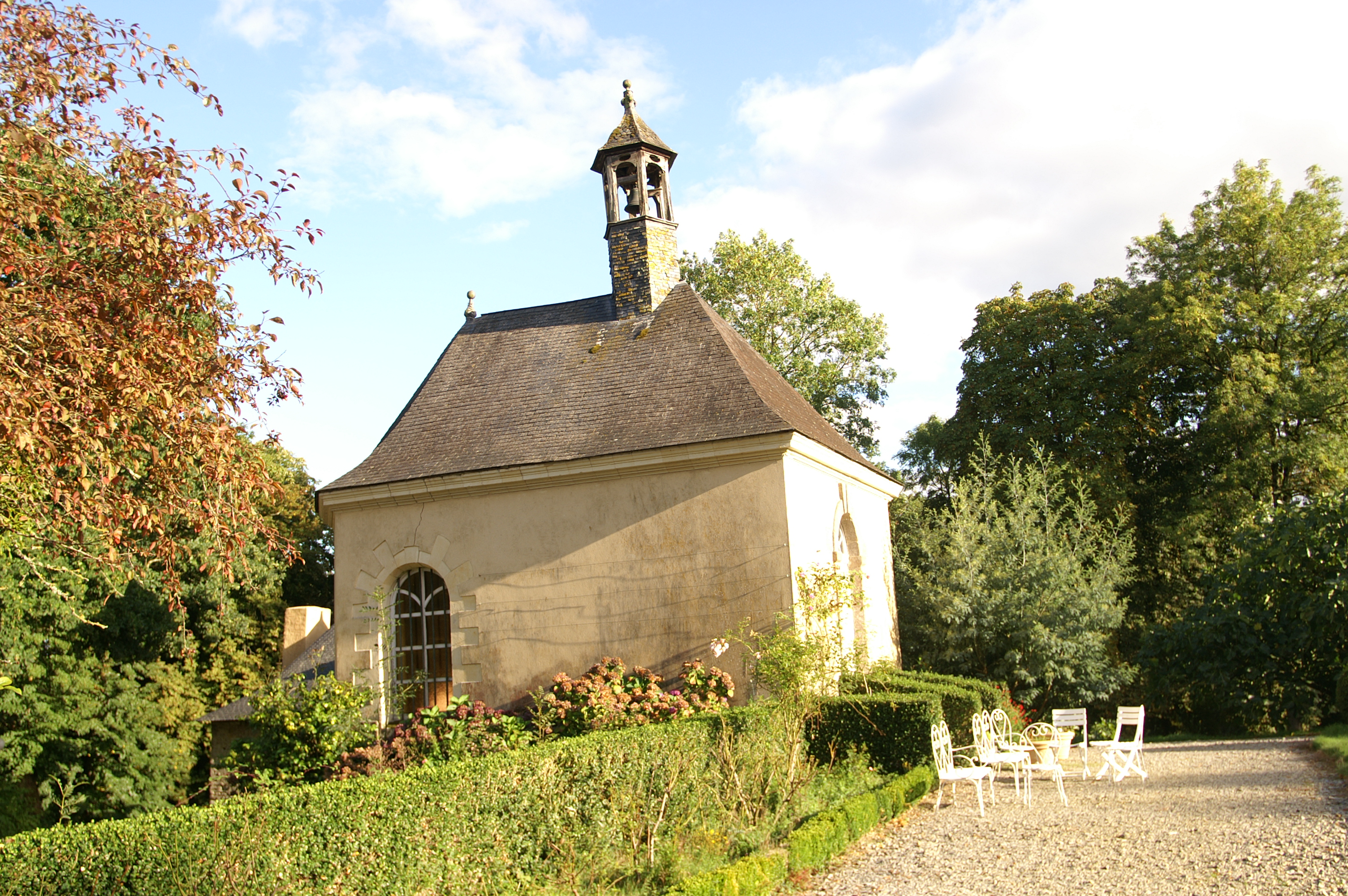
Chapelle du château